# Vlkov pod Oškobrhem
Vlkov pod Oškobrhem (en allemand : Wolfsberg) est une commune du district de Nymburk, dans la région de Bohême-Centrale, en République tchèque.Sa population s'élevait à 84 habitants en 2020.

## Géographie
Vlkov pod Oškobrhem se trouve à 8 km à l'est-nord-est de Poděbrady, à 14 km à l'est-sud-est de Nymburk et à 57 km à l'est-nord-est de Prague.
La commune est limitée par Okřínek et Vrbice au nord, par Kolaje à l'est, et par Odřepsy au sud et à l'ouest.

## Histoire
La première mention écrite de la localité date de 1353.